# 圣玛格丽塔-德蒙特维
圣玛格丽塔-德蒙特维（西班牙語：Santa Margarita de Montbuy）是加泰罗尼亚巴塞罗那省的一个市镇。总面积28平方公里，总人口9690人（2013年），人口密度348人/平方公里。